# Афтенюк Семен Якович
Семен Якович Афтенюк (7 листопада 1906, село Строїнці, тепер Рибницького району, Молдова — 2 лютого 1983, місто Кишинів, Молдова) — молдавський радянський державний і комуністичний діяч, секретар ЦК КП(б) Молдавії, міністр освіти Молдавської РСР. Член ЦК Комуністичної партії Молдавії. Депутат Верховної Ради СРСР 2-го скликання. Доктор історичних наук (1972), професор (1977). Член-кореспондент Академії наук Молдавської РСР (1973).

## Життєпис
З вересня 1928 по 1930 рік служив у Червоній армії. Член ВКП(б) з 1930 року.
З 1932 року — на педагогічній роботі.
У 1938 році закінчив Тираспольський державний педагогічний інститут імені Шевченка.
У 1938—1940 роках — викладач Тираспольського державного педагогічного інституту імені Шевченка.
У 1940—1941 роках — викладач Кишинівського державного педагогічного інституту.
З 1941 до 1945 року — в Червоній армії, учасник німецько-радянської війни. Служив лектором політичного відділу в 35-му стрілецькому корпусі Південного фронту, з серпня 1941 року був лектором відділення агітації і пропаганди політичного відділу 49-ї армії Західного фронту. Був важко поранений, перебував на лікуванні в госпіталях. Потім служив у політичному управлінні 3-го Українського фронту. З жовтня 1944 по 1945 рік — член Союзної контрольної комісії від СРСР у Румунії.
16 травня 1945 — 12 квітня 1947 року — народний комісар (з 1946 року — міністр) освіти Молдавської РСР.
18 січня 1947 — 9 лютого 1949 року — секретар ЦК КП(б) Молдавії з кадрів.
З 1949 року — на науково-педагогічній роботі.
У 1964—1973 роках — директор Інституту історії партії при ЦК КП Молдавії.
З 1973 року — старший науковий співробітник Інституту історії партії при ЦК КП Молдавії.
Помер 2 лютого 1983 року в Кишиневі. Похований на Вірменському цвинтарі міста Кишинева. 

## Звання
- старший батальйонний комісар
- майор

## Нагороди
- орден Жовтневої Революції
- орден Червоної Зірки (9.10.1943)
- орден «Знак Пошани»
- медаль «За відвагу» (5.11.1942)
- медаль «За оборону Москви» (1944)
- медаль «За перемогу над Німеччиною у Великій Вітчизняній війні 1941—1945 рр.» (1945)
- медалі
- Заслужений діяч науки Молдавської РСР (1975)